# Ermita de l'Esperança d'Albocàsser
L'Ermita de la Mare de Déu de l'Esperança d'Albocàsser, és un monument catalogat com a Bé de Rellevància Local, segons consta a la Direcció General de Patrimoni Artísrtic de la Generalitat Valenciana. Està situada a la masia de Sant Pere, al municipi d'Albocàsser a la comarca de l'Alt Maestrat. Se suposa que la construcció data de principis del segle xv, a sufragada per Bernardo Fort (1350-1425). En 1409 va ser reparada, any en què el papa Benet XIII (el Papa Lluna), va concedir indulgències als seus visitants.